# Lipinia septentrionalis
Lipinia septentrionalis är en ödleart som beskrevs av  Günther 2000. Lipinia septentrionalis ingår i släktet Lipinia och familjen skinkar.
Artens utbredningsområde är Papua Nya Guinea. Inga underarter finns listade i Catalogue of Life.